# リトアニア料理

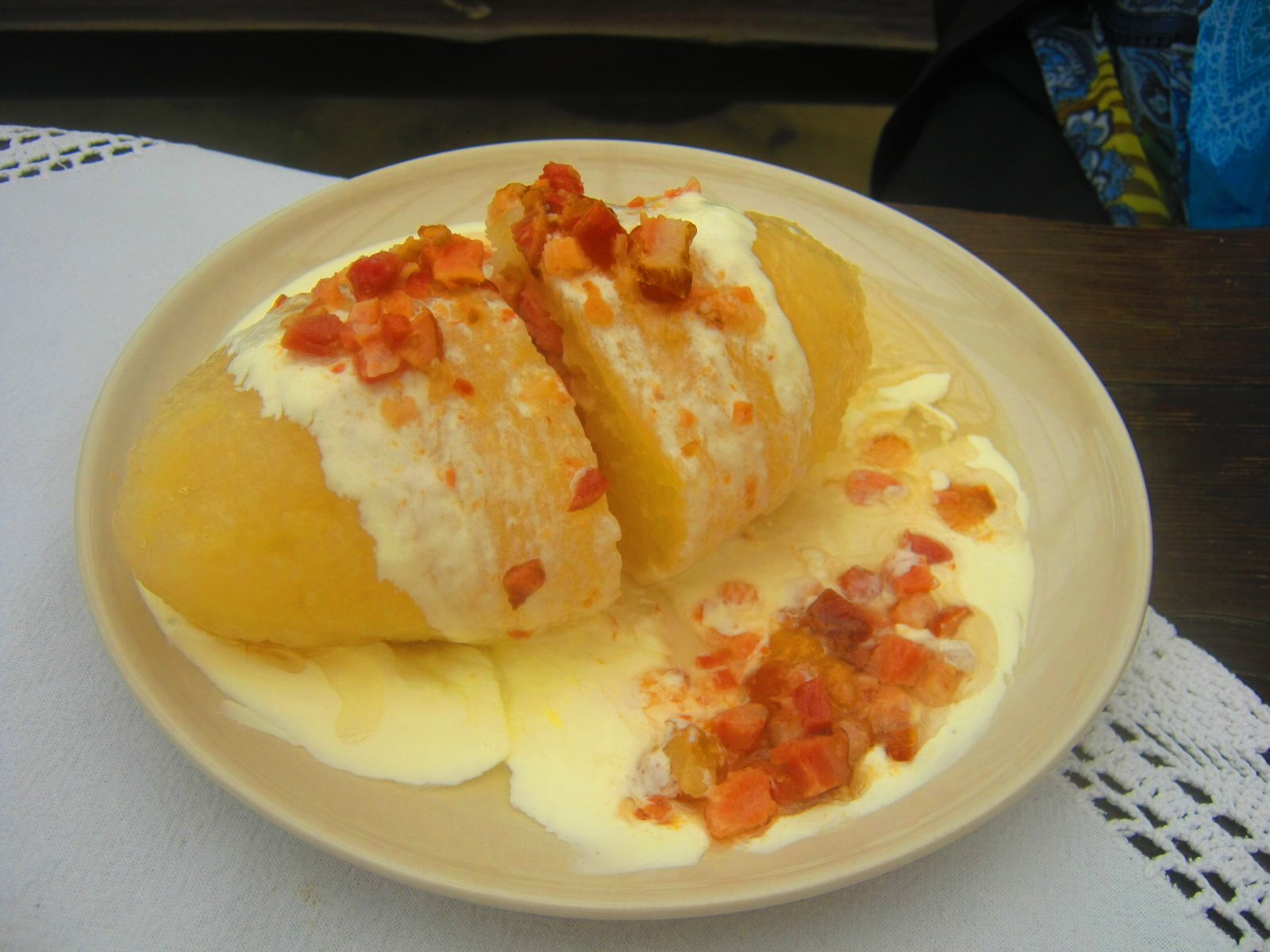
ツェペリナイ、リトアニア名物料理のジャガイモで作るダンプリング

リトアニア料理（リトアニアりょうり、リトアニア語: Lietuviška virtuvė）は、リトアニアの寒冷で湿潤な北部の気候に適した食材を特徴にしている：大麦、ジャガイモ、ライ麦、葉菜類、ベリー、キノコは地元で生育し、乳製品は特産品の1つである。気候および農業の慣習を北欧と共有しているため、リトアニア料理はバルト諸国および北部諸国一般と多くを共有している。また、大公国時代にさかのぼり、ポーランドおよびウクライナといくつかの伝統を共有する。ハンガリー、ドイツ、ジョージアの料理、ならびにアシュケナジム料理も同様である。それでありながら、国の長く困難かつ興味深い歴史を通じた様々な影響により形成された独自の特徴を持つ。
ドイツの伝統はリトアニア料理に多大な影響を与え、ポテトプディング（クーゲル）およびマッシュポテト腸詰め（vėdarai）のような豚肉とジャガイモの料理、シャコティスとして知られるバロック様式の樹木風ケーキをもたらした。伝統を共有するため、リトアニア人、ポーランド人、アシュケナジムもまた、いくつかの料理と飲み物を共有する。したがって、リトアニア人、ユダヤ系リトアニア人 (en) 、ポーランド人で類似したものがある - ダンプリング（コルドゥーナイ（koldūnai）、クレプラハ、またはピエロギ）、ドーナッツ（spurgos、またはポンチキ）クレープ（lietiniai、crêpe、またはブリンツ）。多くの影響の中で最も異国風なものは東部のカライム人（Karaite）の料理で、リトアニアではキビナイとčeburekai（チェブレキ）に人気がある。ナポレオンはナポレオンのリトアニア通過により19世紀にもたらされた。
料理が明らかに栄養豊かであるにもかかわらず、リトアニアの肥満率は非常に低い。

## パン

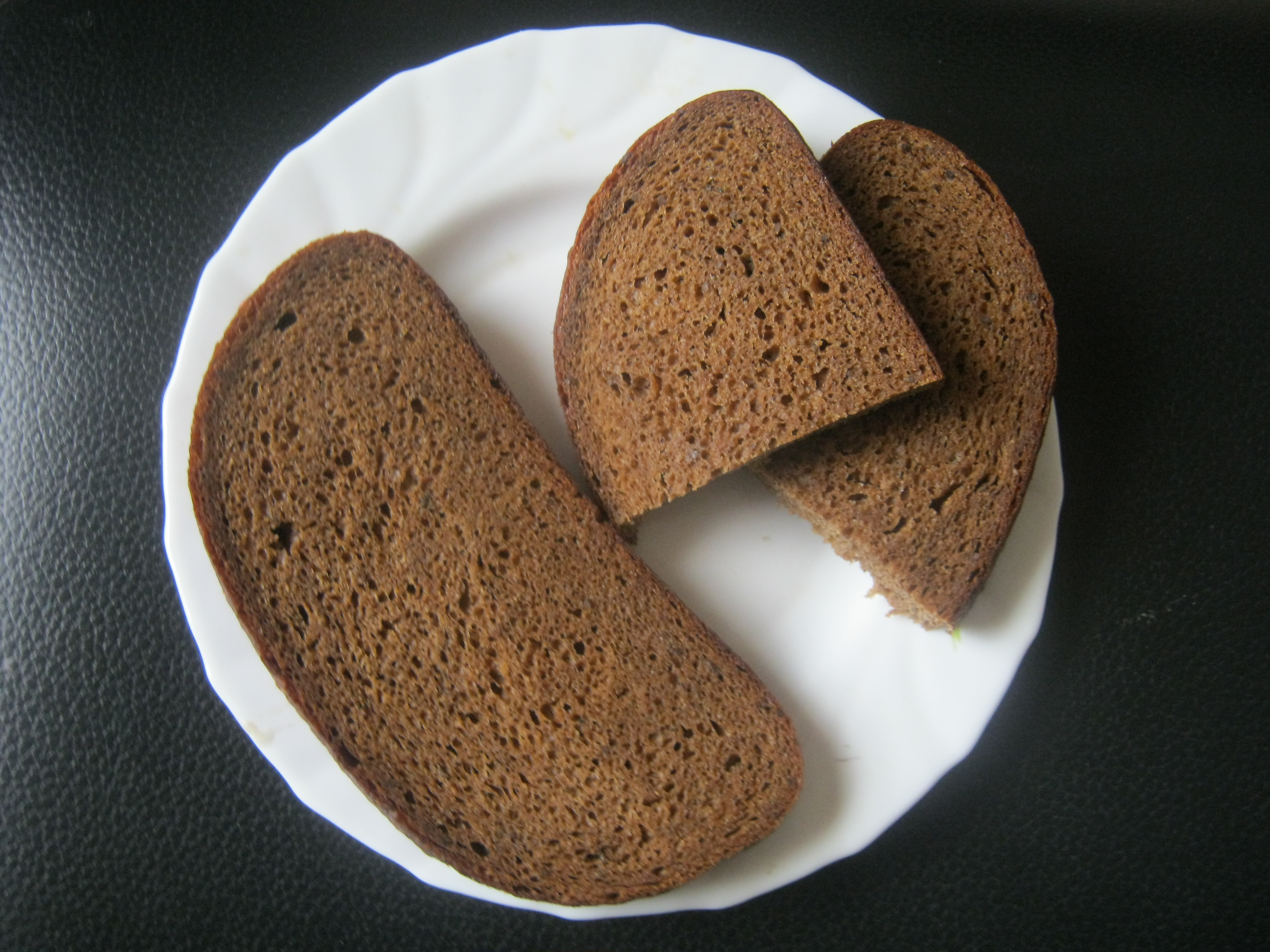
黒いライ麦パン、Ruginė duona

伝統的にリトアニア料理の中心は黒いライ麦パン（ruginė duona）で、白い小麦のパンよりも頻繁に使われる。生地は通常サワードウをパン種に使い、仕上がりを軽くするため小麦粉を加える。ライ麦パンは、バターを塗りチーズを乗せたオープンサンドイッチとして食べることが多い。キャラウェイまたはタマネギで風味付けすることがある。
リトアニアのパンにはライ麦や小麦の粒を入れるものもある：この種類のパンはgrūdėtoji、すなわち「種蒔き」パンという。
RiestainisおよびDžiuvėsisの2種類のベーグルも作られる。

## 野菜と香辛料
リトアニアのレシピで最も一般的に使われる野菜はジャガイモである：最も簡素な調理法は、茹で、焼き、炒めで、ディルで調味することが多いが、とてつもなく多様なジャガイモのレシピがある。ジャガイモは18世紀後半にリトアニアに渡り、その気候のもと盛んになり、まもなく不可欠となった。
キュウリ、ピクルス、ラディッシュ (en) 、葉野菜が人気である。ビート（burokai）は世界の他地域よりも広く栽培しており、ボルシチの具や料理の付け合わせに使われる。もう1つの人気の野菜はキャベツで、スープの具材としたりフィリングを包んでロールキャベツ（balandėliai）ために使ったりする。トマトは1年中店で手に入るが、依然として自家製の温室栽培のものが優れているとされている。
リトアニアのハーブおよび調味料には、マスタードの種子、ディル（krapai）、キャラウェイの種子（kmynai）、ニンニク、ローリエ、ジュニパーベリー、およびフルーツエッセンスがある。バニラおよびコショウはソビエト連邦時代は乏しかったが、独立後に歓迎された。料理は比較的やさしい味わいである。

## ベリーとキノコ

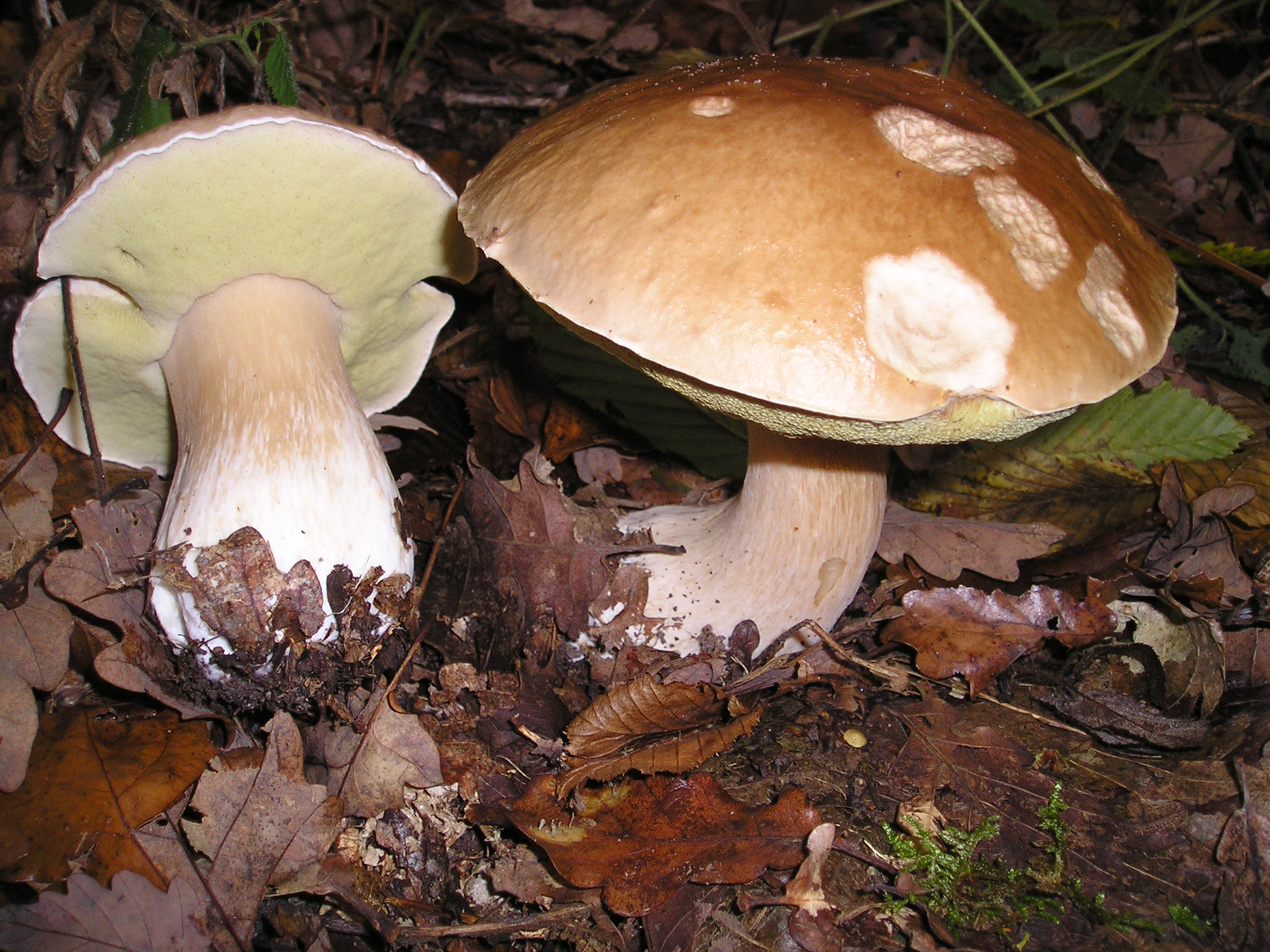
キノコの王様、ヤマドリタケ

リトアニア料理は、野生のベリーとキノコの幅広い利用を誇る。
キノコ狩りは真夏から秋にかけての楽しみである。主要食材として、キノコは通常森で収穫される；路上市場、特にドルスキニンカイからヴィリニュスにかけてのズーキヤ地方の路上で購入することもある；店でキノコを買うことはほとんどない。ごちそうであるにもかかわらず、キノコは多くのリトアニア人は消化しにくいと考えている。野生のキノコには数多くの品種がある：
- ヤマドリタケ（baravykas）：キノコの王様
- アンズタケ（voveraitė）：「小さなリス」の意味、lepeška（ズーキヤ地方）
- ショウゲンジ（gudukas、vokietukas、kalpokas、vištelė）

ヤマドリタケは、最も価値があり探し求められる品種である；主な用途は乾物とマリネである。乾燥したヤマドリダケには強く良い香りがあり、スープやソースの味付けに使われる。アンズダケは、新鮮なままでスープの味付けに使ったりソテーされることが多い。このキノコの最も一般的な料理はアンズダケと刻んだタマネギとジャガイモのソテーである。ショウゲンジは、おそらくあまり人気がないため地元で最も豊富な食用キノコであり、通常マリネにされる。ヤマイグチ（lepšė）、アカエノキンチャヤマイグチ（raudonviršisまたはraudonikis、「上が赤い」の意味）、Suillus variegatus（和名なし、makavykas）、ニセイロガワリ（šilbaravykis）などの他のキノコはまれであるが、収穫してヤマドリダケと同様の利用ができる。
野生のベリーもまた収穫されるが、キノコよりも路上市場や店で購入することが多い。ビルベリー（mėlynės）、コケモモ（bruknės）は最も豊富な野生のベリーの品種である。クランベリー（spanguolės）は価値があるが、栽培はチェプケレイ湿地のような、いくつかの湿地に限られている。酸味のあるクランベリーやコケモモのジャムと甘いビルベリーのジャムは、いずれもパンケーキ（blynai）の素晴らしいソースとされる。コケモモジャムは、焼いた鶏肉や七面鳥の味付け、または他の塩味の料理のソースに使われることもある。新鮮なビルベリーは冷たいミルクスープに入れることもできる。野イチゴは比較的に希少で、採取してすぐに消費する。

## 果物
リトアニアでよく生育するリンゴ、プラム、およびナシは、最も一般的な果物である。霜に耐えられないため、柑橘類、バナナ、およびパイナップルなどの熱帯果樹は輸入しなければならず、したがって過去にほとんど使わなかった；しかしながら、現在はより標準的となり広く消費されている。秋の収穫の間、果物を煮て香辛料を加えたコンポート（Kompotas）を作ることが多い。グースベリー（agrastai）やスグリ（serbentai）は広く栽培されている；糖分を加えてジャムや焼き菓子を作り、デザートにな魅力を与える。

## 肉
最もよく使う肉は豚肉であり、牛肉、子羊肉、鶏肉、ウサギ、鴨肉、ガチョウが続く；すぐに消費するため、グリルしたりパン粉をまぶしソテーししてシュニッツェルに似た料理を作ったりする。大きな集会のため、オーブン焼きが調理される。ソビエト連邦および過去の紛争の時代に必要とされた肉の保存の必要性はもはや差し迫っていないが、塩水漬け、塩漬け、乾燥、燻煙を含む、多くの技術は残っている。豚肉の燻製には多くの種類があり、ハムや柔らかい粗挽き穀物入りソーセージが含まれる；メイン料理として供されたり、サンドイッチ用に薄切りにしたりする。

## 魚
パイク（lydeka）やパーチ（ešerys）などの魚は、そのまま焼いたり、詰め物にしたり、ゲフィルテ・フィッシュにすることが多い。ニシンはマリネしたり、焼いたり、揚げたり、またはアスピックにして供する。
ウナギやブリームのなどの燻製した魚は、バルト海沿岸部、特にネリンガで人気の料理および前菜である。
ザリガニもまた人気であり、通常夏に食べる。

## 乳製品
乳製品はリトアニア料理で重要な役割を果たす；クワルク（カッテージチーズに類似）のタイプには、甘い、酸味あり、キャラウェイ風味、フレッシュ、またはセミソフトがある。リトアニアの未熟成の白いチーズは新鮮な蜂蜜を添える食べ方が最も人気である；香辛料で調理してお茶と共に楽しむこともできる。リトアニアのバターとクリームは、非常に濃厚である。サワークリームはリトアニア料理に欠かせず、肉、魚、パンケーキ、スープ、デザート、サラダなど、あらゆる料理と共に食べる。sūreliaiというリトアニアのシロークも人気がある。また、スーパーマーケットには非常に様々なサワーミルク製品が揃っているが、自家製のサワーミルクを好む人が多い。

## 料理

### スープ

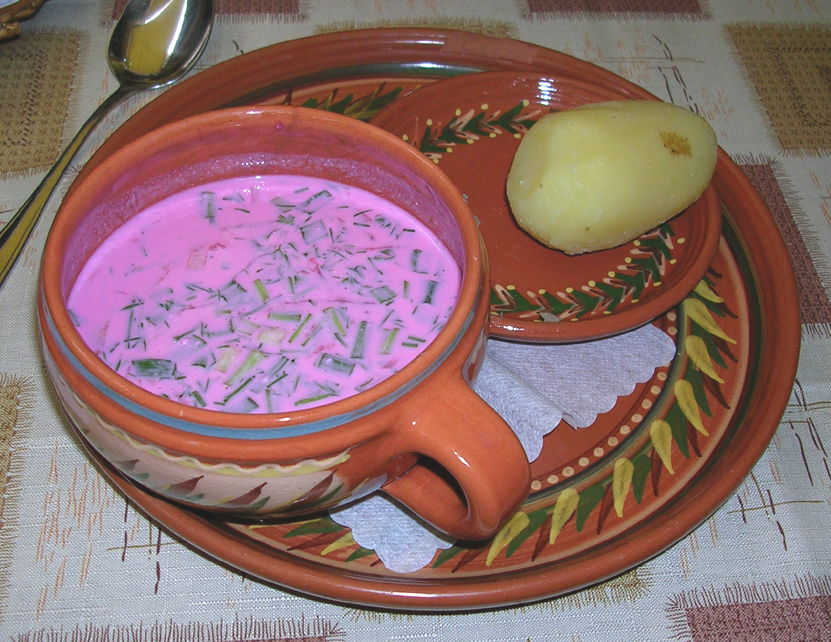
華やかなピンク色の伝統的なリトアニアの冷たいボルシチ。熱い茹でたジャガイモ、サワークリームとディルを添えて食べる。

スープ非常に人気があり、広く健康の鍵とみなされている。
- Bulvinių kukulių sriuba：小さなボールに形成したマッシュポテトを牛乳で煮る。通常、ツェペリナイと同じジャガイモの具材で作る。
- キャベツのスープ：ニンジン、ハム、タマネギ、ザワークラウトまたはこれら全てで味付けして、ラードと共に茹でる。
- キュウリのスープ（英語版）：ブロスにはキュウリのピュレと甘いまたは酸味のクリームを加え、ディルを添えることが多い。
- Juka：リトアニア南部のブラッドスープ（英語版）。
- Lapienė：スイバやホウレンソウなどの葉物野菜を煮て、クリーミーなブロスに加える。
- ザワークラウトのスープ：豚肉、ニンジン、タマネギ、およびベビーリーフで味付けることが多い。
- Barščiai：温かいボルシチ（ビートのスープ）；クリームなしで、またはサワークリームやバターミルクを混ぜて供する；刻んだヤマドリタケを加えることもある。
- シャルティバルシュチェイ（Šaltibarščiai）：冷たいボルシチで、ビートとケフィアまたはサワーミルクがベースの夏のスープで、色はショッキングピンクである。調理済みまたは漬けて刻んだビートおよびキュウリ、ディル、またはネギなどの様々な他の刻んだ野菜で作る。熱い茹でジャガイモ、冷たいサワークリーム、および固ゆで卵の角切りを添えて供され、色、食感および温度の対比を加える。ポーランド語でフウォドニク（・リテフスキ）（chłodnik (litewski)、「（リトアニアの）冷製スープ」）と呼ばれる料理はこれに対応するものである[2]。
- Vištienos sultinys：鶏肉のブロスは常に、特に高齢者や病人向けに人気がある。

### 前菜

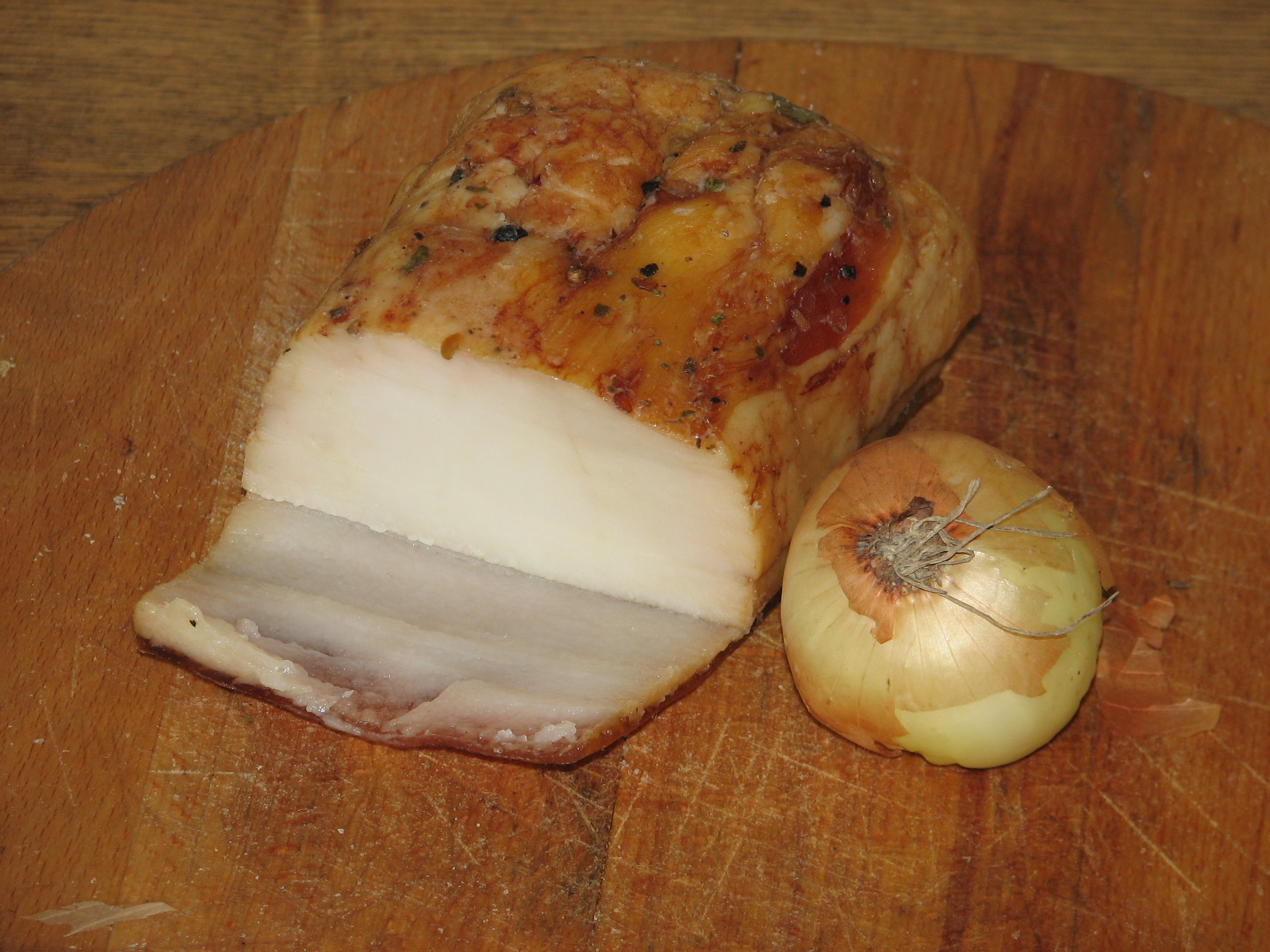
lašiniaの小さな厚切りとタマネギ

- Kepta duona：油で揚げたニンニク風味の黒パン、ビールや何らかのアルコール飲料と共に供される。
- Įdaryti kiaušiniai：固ゆで卵を2切り分けて、黄身を詰めて飾る；デビルドエッグに類似。
- Įdaryti pomidorai：トマトを2つに切って、塩味のフィリングを詰める。
- Piršteliai prie alaus：この「フィンガーフード」は、ビールに添えて供される巻いたパフ・ペイストリーである。
- Lašiniai：ロシアとウクライナでサーロと呼ばれる肉がほとんどまたは全くない未精製の豚皮の下の脂身で、地元の生産地の村で人気の前菜であり、バターを塗らないパン、タマネギ、他の野菜のサンドイッチで食べる。
- Kotletaiまたは Frikadėlės：カツレツまたは柔らかい刻んだ肉およびタマネギのパテのミートボール。ジャガイモ、キュウリの薄切り、ディルの漬物、および/またはビートのすりおろしとソースを添えて供されることが多い。
- Manų Putra/Košė：セモリナ小麦の粥/ブディングで、バター、シナモン、砂糖および/またはベリーをトッピングする。朝食の料理またはデザートとして一般的である。

### メイン
- šaltienaまたはkošeliena：アスピックまたはゼリー寄せ。多くの塩味の食品、特にニシンがゼラチンの型から見える；調味料としてホースラディッシュが添えられる。
- Blynai：パンケーキと翻訳されることが多いが、通常はクレープにより似ている。クレープのように薄く丸いか、または酵母で発酵した生地で作り、すりおろしたリンゴまたはジャガイモを混ぜることが多い。
  - Kėdainių blynai：すりおろした生ジャガイモのパンケーキ、ラトケスと似ている。
  - Žemaičių blynai：Kėdainių blynaiと似ており、茹でたジャガイモで作り調理した肉を刻んで詰める。
  - LietiniaiまたはNalesnikai：大きな、通常正方形のブリンツで、ひき肉、チーズとシナモン、または刻んでソテーしたキノコを詰めた薄いクレープで作る。
  - そばのパンケーキ：ズーキヤ地方の伝統料理。
- Balandėliai：「小さな鳩」の意味。キャベツの葉に肉を詰めて煮る。（参照: ロールキャベツ）
- Dešra：ソーセージは様々な方法で作られる。燻製したものや新鮮なものがあり、豚肉、牛肉、ジャガイモまたは大麦を詰める；農村部では血が加えることがある。
- Didžkukuliaiまたはツェペリナイ：「ツェッペリン」の意味。肉、キノコ、またはチーズを詰めたジャガイモのダンプリングで、spirgai（ポーク・スクラッチング）、刻んで揚げたタマネギとベーコン、またはサワークリームで風味付けすることが多い。
- Kastinys：サワークリームの「バター」；サワークリームが柔らかいスプレッドになるまで、練りかき混ぜる。
- キビナイ（英語版）：羊肉とタマネギのペイストリー、Karaiteの料理。
- Kukuliai：ニョッキに似たジャガイモのダンプリング。
- Koldūnai、Virtiniai、Auselės：様々な種類のダンプリングで、ひき肉、ソーセージ、カッテージチーズ、またはキノコを詰め、通常は揚げたベーコンで風味付けする。ポーランドのピエロギやKaldunyと似ているが、通常は小さい。

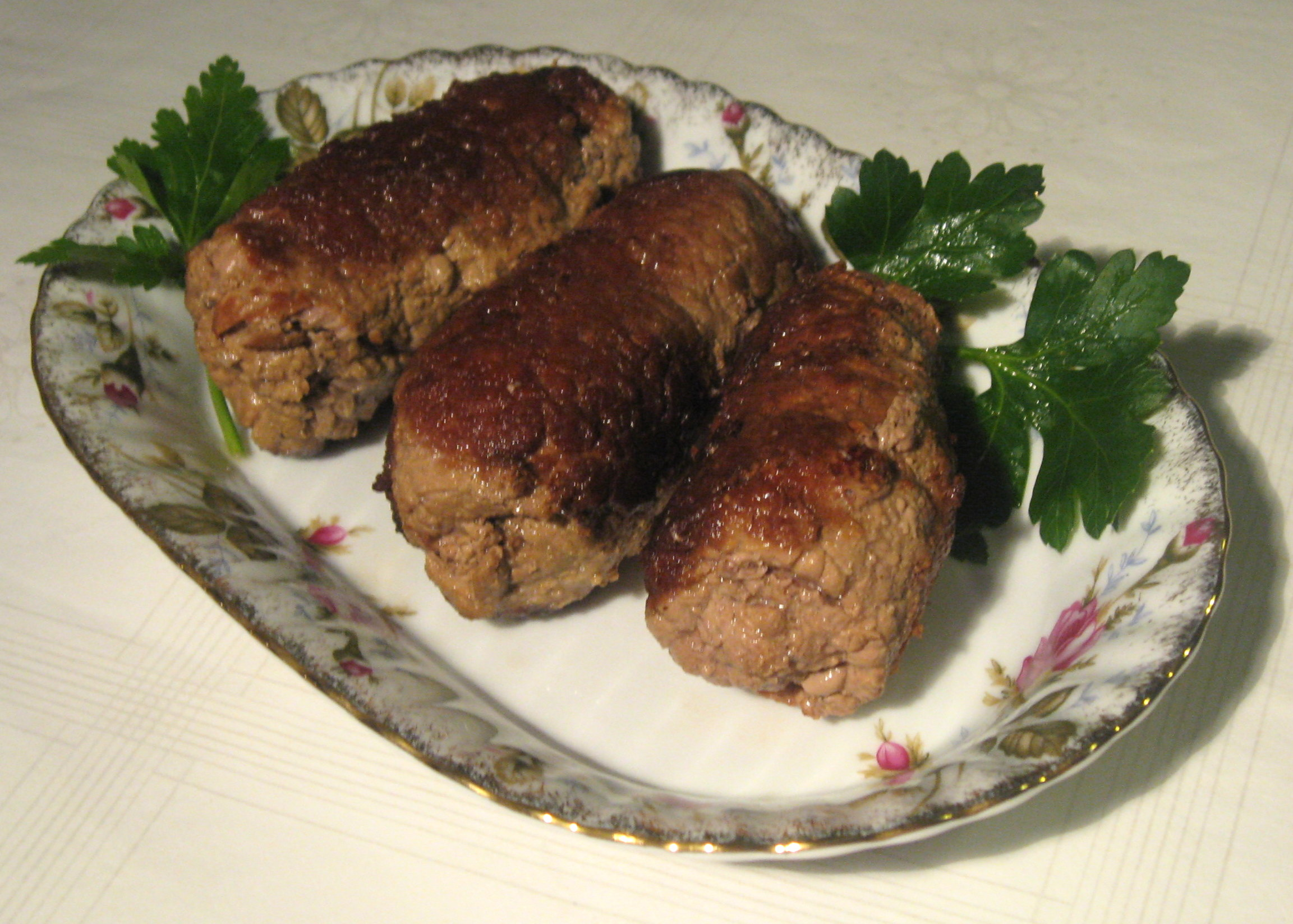
' - リトアニアの牛肉巻き

- クゲリス：bulvių plokštainis（「平らなジャガイモ料理」の意）やbanda（ズーキヤ地方に多い表現）などの別称も用いられる。すり潰したジャガイモと卵で作るポテトプディング。通常はサワークリームまたはspirgaiを添えて供する。また、ベーコンの脂で調理したベーコンとタマネギの角切りを添えて供することもある。
- Šaltnosiukai：「冷たい小さな鼻」の意味。コケモモを詰めたダンプリングで、リトアニアのほかはどこにも見られない。
- シャシリク：豚の角切りをマリネし、串に刺して、できればパーチ材でグリルする；串焼きケバブの一種。
- SkilandisまたはKindziukas；豚の胃に肉とニンニクを詰めて冷燻する。
- Suktiniai：「牛肉の鳥」の意味。牛肉または豚肉を叩いて非常に薄くし、フィリングを巻いて煮込む。この例にはリトアニアおよび東欧の牛肉巻き、Zrazaiがある[3]。右の画像参照。
- Švilpikai：一口大のジャガイモのオーブン焼き。
- Troškinti rauginti kopūstai：ザワークラウトと好みの肉と野菜で作るシチュー。
- Vėdarai：ブタの大腸につぶしたマッシュポテトを詰める。

### デザート

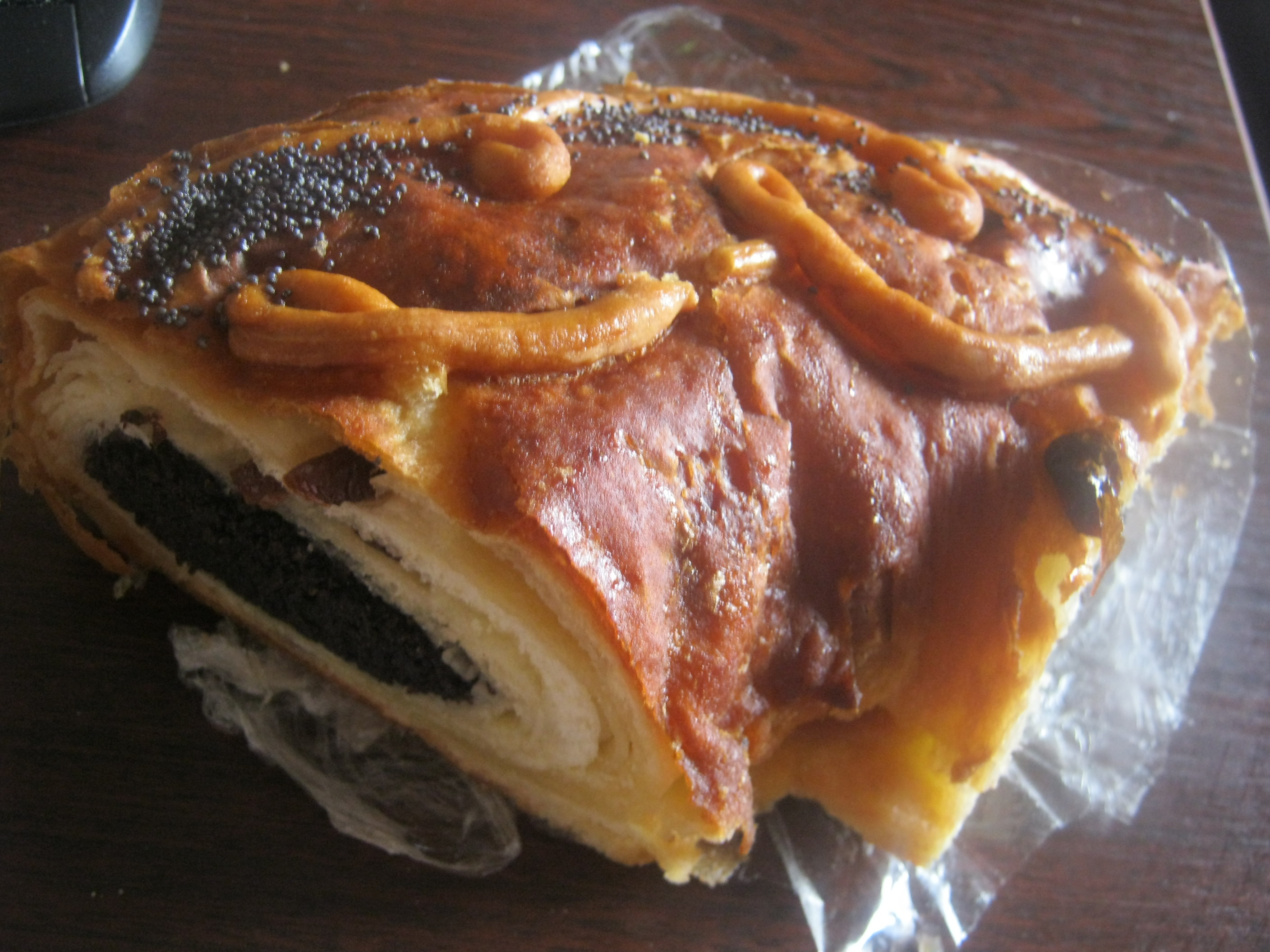
リトアニアのケシの実ケーキの1つ - Šimtalapis。

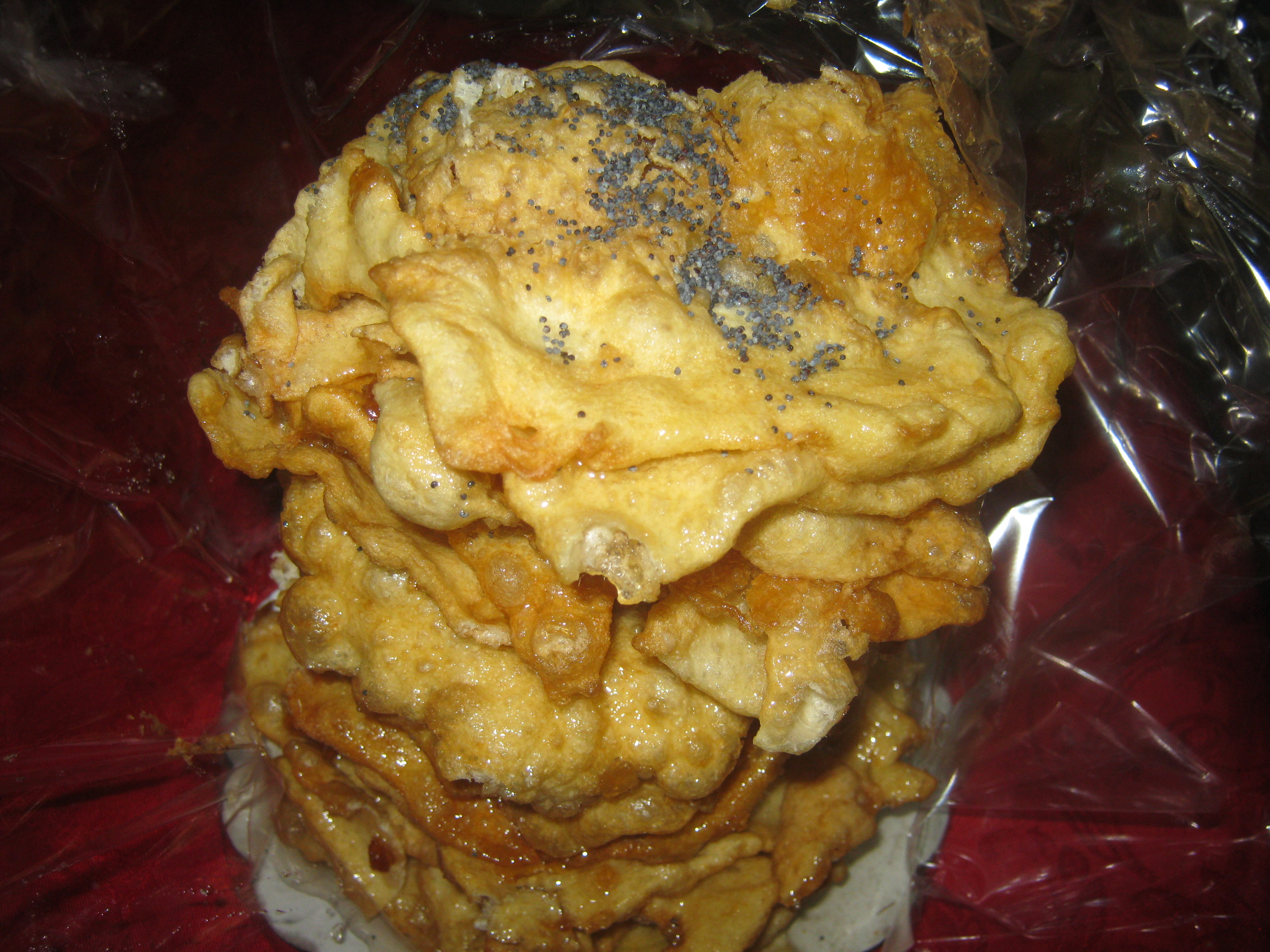
Skruzdėlynas

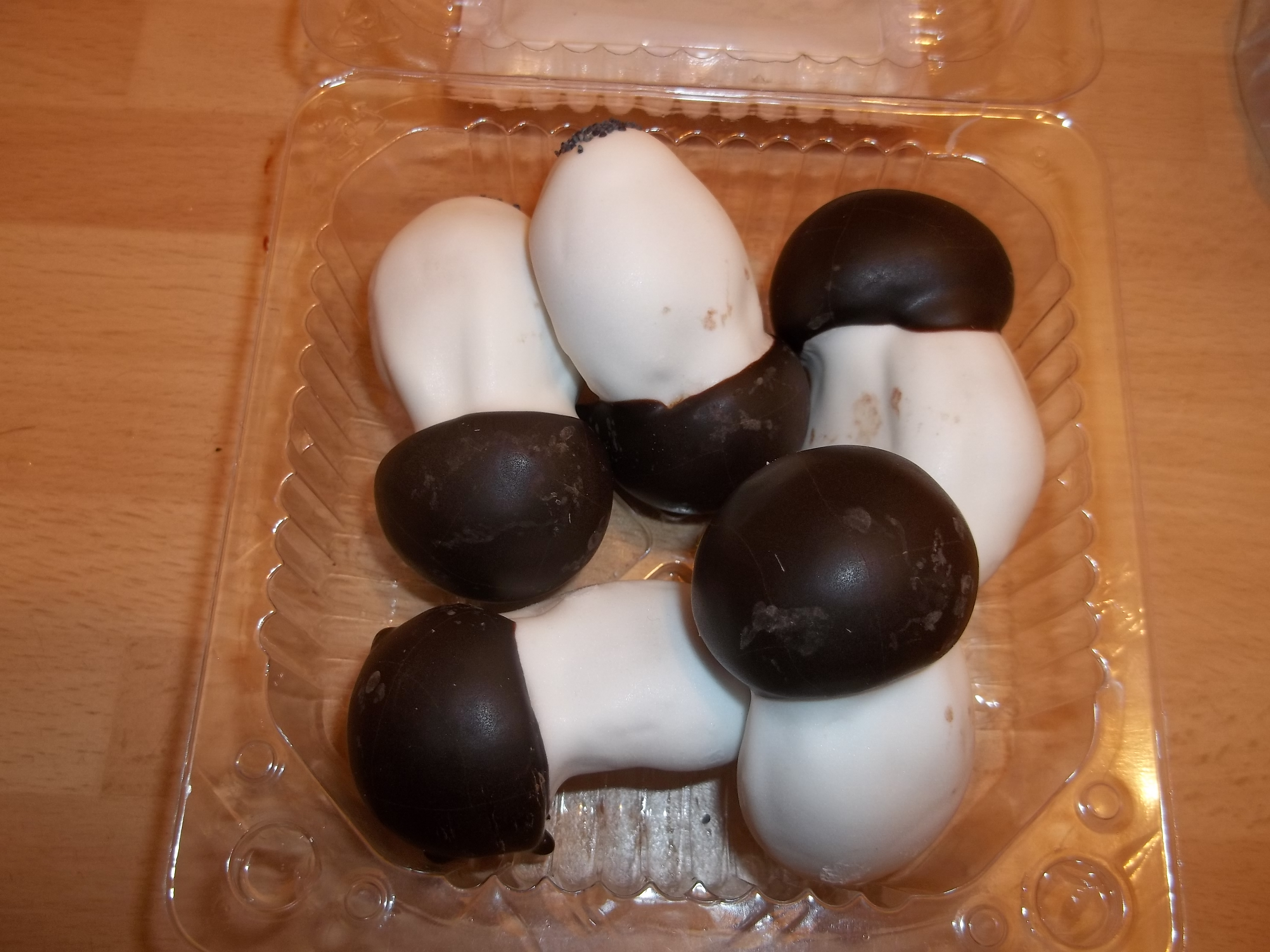
きのこ王国リトアニアのキノコ型菓子グリーブカイ

リトアニア式のケーキ（pyragas）は、長方形の型で焼き、リンゴ、プラム、アプリコット、または他の果実を入れて焼いたものがある；アメリカ合衆国では通常行うアイシングはあまり行わない。ケーキは正方形に切り分けて供する。ケシの実はデザートパンの渦巻きフィリング（ポピーシードロールおよびŠimtalapis）やその他のペイストリーの風味付けに使う。
特別な機会に、トルテを調理する；10層から20層からなりジャムとバニラ、チョコレート、モカ、またはラムのバタークリーム (en) をフィリングにすることが多い；豪華に装飾される。リトアニアのコーヒー店（kavinė）は、夕方の散歩者を誘惑する様々なトルテとペイストリーを提供する。
次のデザートがある：
- Žagarėliai：krustaiまたは chrustaiともいう。ひねった、薄い揚げペイストリーに、粉砂糖をまぶす。スカンディナヴィアのKlejnerと同じで、メキシコのブニュエロと似ている。
- Kūčiukaiまたはšližikai：非常に小さいロールを焼いてポピーシードミルクと共に供する；これは伝統的なKūčios（クリスマス・イヴ）の料理である。
- Ledai：アイスクリームは夏、いたるところで供される。
- ポンチキ：リトアニアのドーナツの一種で、プレザーブを詰めることが多い。
- シャコティス：またはraguotis。ドイツのバウムクーヘンのリトアニアの一種で、枝があることが非常に特徴的である：本質的に、一層ずつ重ねて焼いたパウンドケーキである。
- Tinginys：ビスケットまたはクラッカー、ココア、バター、砂糖および凝固した牛乳で作る。
- Skruzdėlynas：「蟻塚」の意味。ペイストリーを積み重ねて作り、蜂蜜とナッツを表面に塗ってケシの実をふりかける。
- グリーブカイ（grybukai）：リトアニア版きのこの山で、中身は固めのスポンジケーキの郷土菓子[4][5]。傘の部分はチョコレートでコーティングされ、柄の部分はアイシングされ、石づきにはケシの実がまぶされている[4]。特別な焼き型を使ってきのこの形に生地を焼くが、型は家族で受け継がれている[6]。

### 飲み物
- ビール（Alus）：特に1990年の独立後から、非常に人気がある。いくつかのリトアニアのビールは国際賞を受賞している。地元の醸造所は再生を享受している。
- 茶（Arbata）：カモミール、ローズヒップ、その他のハーブティーが紅茶と同じぐらい人気である。薬効のために多くの薬草が使われる。
- クワス（Gira）：小麦、ライ麦、または大麦のパンの天然酵母で作るノンアルコール飲料で、果物、ベリー、レーズン、または白樺の樹液で風味付けすることがある；ロシアやウクライナのクワスに似ている。ライ麦パンで作るもの、およびケシの実で作るものが人気で、ガラス瓶入りで流通している。プラスチック瓶入りで販売される炭酸入りソフトドリンクのgiraもあるが、元の飲料と味と製法のいずれも異なる。
- Degtinė ：「火傷」の意味。リトアニアのウォッカの一種で、ライ麦、小麦、またはジャガイモから作る。国内で生産され、基本品質から3回蒸留まである。
- コーヒー（Kava ）：家庭のエスプレッソメーカー、またはカフェのエスプレッソマシーンで淹れる。コーヒー店（kavinė）は街角のいたるところにあるばかりでなく、高速道路の休憩所や観光スポットに併設されている。
- ミード（蜂蜜酒）（Midus）：蜂蜜を原料としたお酒で、バルト三国で唯一の醸造所がスタクリシュケス地方にある。リトアニア国家遺産に指定される銘柄、英国女王が特許を与えた銘柄、アルコール度数12%〜75%まで様々な銘柄が並ぶ伝統的なお酒。最も古いリトアニアのアルコール飲料といわれている；蜂蜜から作るミードの一種である。
- Starka：年代物のウォッカで、蜂蜜のリキュールKrupnikasと同様に、ポーランド・リトアニア共和国時代の16～18世紀に遡る伝統的飲み物である。現在、真正のStarkaはポーランドのみが生産し、リトアニアのStarkaはtrauktinėの一種である。
- Trauktinė：度数が強いハーブのウォッカである；多くの種類がある。伝統的な薬としても使われる。. Trejos devynerios （999）は27種類のハーブを浸したもので、最も有名なものの1つである。

## ミード（蜂蜜酒）とミードネクター（ミード蒸留酒）
養蜂大国でもあるリトアニアでは蜂蜜を発酵させて醸造するミード（蜂蜜酒）が国家遺産に指定されている。国内ではスタクリシュケス地方にある「リエトゥヴィシュカス・ミドゥス（Lietuviškas Midus）」のみがミードを醸造していて、ハーブを調合した独自のレシピで1972年にイギリス女王エリザベス２世から特許を与えられている。甘い口当たりの伝統的なお酒で空港のお土産コーナーなどでも頻繁に目にすることができる。また、そのミードに14種のハーブを調合して蒸留した世界的にも珍しいアルコール50%のミードネクター（ミード蒸留酒）はカクテルベースなどに最適だが現地では当然のごとくショットで飲まれている。こちらも国家遺産に指定されお祝いの席でよく振る舞われるお酒である。

## ビール
リトアニアのビールはあまり知られていないが、ヨーロッパでは数少ない伝統ある独自の醸造所がある国の1つであり、単に他国で発展したスタイルのビールを醸造してはいない。リトアニアでは現在も伝統的な農家の醸造法が残っている。ソビエトの時代に、このような醸造が始って大規模に拡大した。独立後この過程は急速となり、まもなく国内の醸造所は200以上となった。その後これらの多くは廃業したが、リトアニアには今も約80の醸造所があり、そのうち60から70では海外では知られていないスタイルのビールを製造している。そのいくつかは農家の伝統的醸造法に非常に近く、他は伝統的な醸造者から適度に拡大した地域の醸造所への成長に伴いその伝統から発展したものである。
その後リトアニアのマイクロブルワリーが発展し、Vilniusや国内各地に数多くのバーが次々に出来てビールに注目が集まった。ビールについてのブロガーがこの国を発見した後に地元のビールが世界的な注目を集めるようになり、これがきっかけで『Beer Connoiseur magazine（ビールの目利きマガジン）』に特集記事が組まれ、2013年には『ニューヨーク・タイムズ』が訪れるべき42の場所の1つとして村のビールを根拠にリトアニアが選ばれた。

## 特別な日の習慣

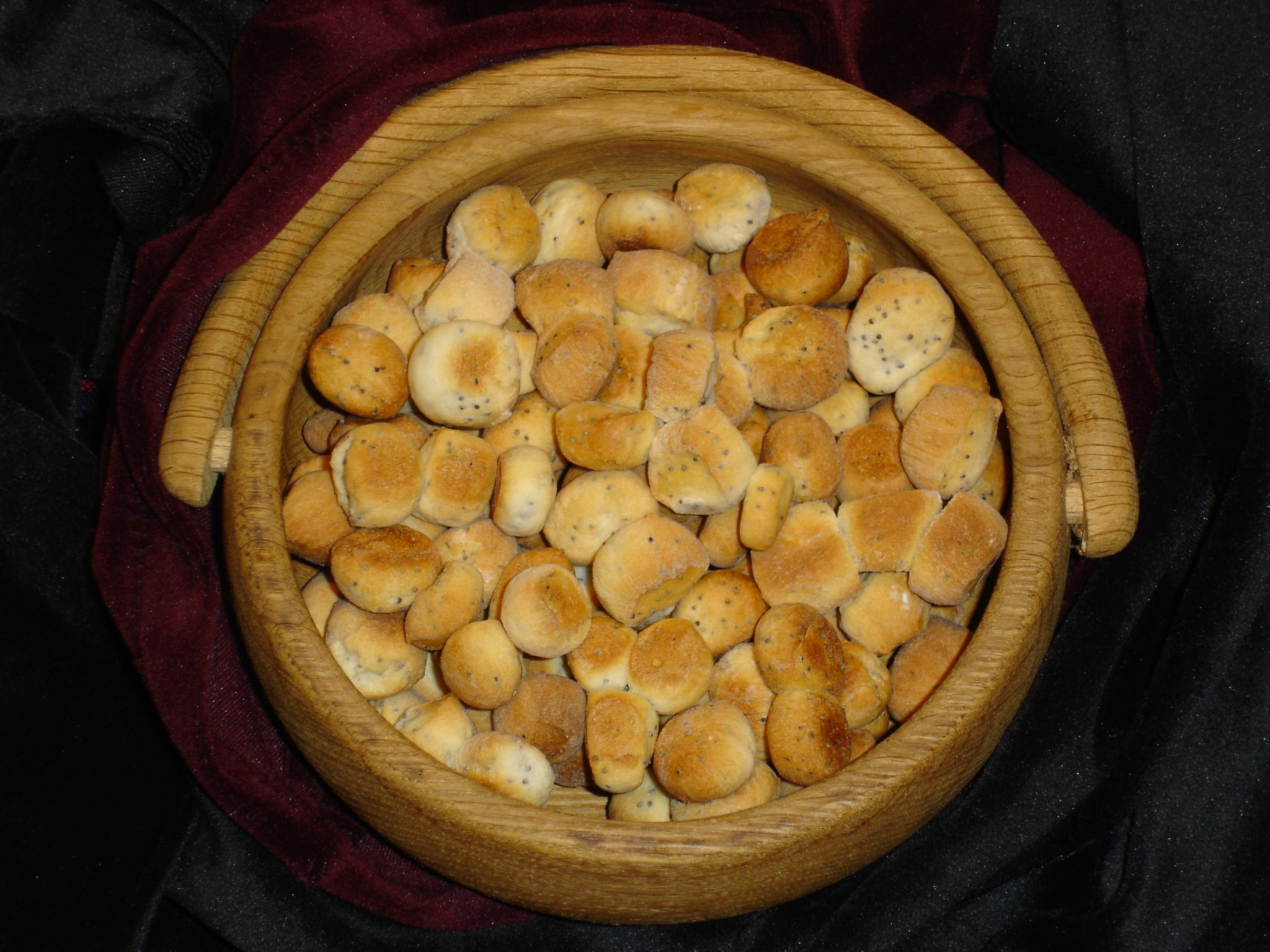
Kūčios（クリスマス・イヴのディナー）で供されるクチューカイ

- 復活祭：週の初めに準備された複雑な模様のイースターエッグを朝食に食べる。食べるときにある種の乾杯として卵をぶつけ合う（子供たちの間では、この習慣が卵割り大会に発展することもある）。夕食はガチョウのローストまたはハムと付け合わせである。デザートは白樺の丸太を模したケーキ、またはキノコの形に飾り付けしたクッキーであることが多い。
- 誕生日：家族のお気に入りのケーキが供される。リトアニアでは伝統的に誕生日と同様に名前の元となった聖人の日を家族で祝う；例えばJohnは6月23日の聖ヨハネの日、ヨニネス（Joninės）にその名を祝う。
- クリスマス・イヴ（Kūčios）：藁を敷いてキャンドルを灯したテーブルの上に12皿の料理が飾られる。乳製品や卵を含む動物性の料理はこの食事として食べることはできない。しかしながら魚は許可されており、この食事の定番の一角をなす。この習慣は東ヨーロッパのカトリック教会に広められているが、伝統はそれぞれの家庭により様々である。
- 結婚式：できるだけ多くの種類のコースが供される。特別なパンを焼いて花と鳥の形の装飾を飾ったり、シャコティスを装飾したりする。リトアニアの理想的な結婚式は2日以上続くため、多くの料理とパンが続々と供される。
- 葬式：遺族は通常レストランやこの種の会場で、すべての弔問者に夕食をふるまう。
- 懇談会およびカクテルパーティ：主催者は、スカンディナヴィアのスモーガスボードのそれと類似した、燻製の魚、ソーセージ、キュウリなどを乗せた小さなオープンサンドイッチを供する。フレーバードウォッカが供され、これは主催者の家の独自レシピに従って果物やハーブを混ぜて作ることもある。